# Guitar Hero Carabiner
Guitar Hero Carabiner es un videojuego portátil de música de la saga Guitar Hero producido por Activision y Red Octane junto con Basic Fun, Inc.. El juego incluye 10 de las canciones del Guitar Hero y del Guitar Hero II. El juego sigue las mismas instrucciones que los demás de la saga.

## La guitarra
Con un tamaño equivalente al 25% de una guitarra de Guitar Hero original, esta réplica tiene una pantalla LCD y cinco botones para que puedas “tocar” las mejores canciones de los dos primeros juegos de la serie. El trémolo no es que se haya eliminado, pero ahora es un botón. Para hacerla más transportable el mango se puede plegar.

## Las canciones
El juego presenta 10 de las canciones del Guitar Hero y del Guitar Hero II. No tienen un orden como los demás, que hay grupos de 5 o 6 canciones, en diferentes escenarios. 
Estas son las canciones:
| Year | Song title                      | Artist       | Genre                   | Master recording? |              |
| ---- | ------------------------------- | ------------ | ----------------------- | ----------------- | ------------ |
| 1973 | "Smoke on the Water"            | Deep Purple  | Hard Rock & Heavy Metal | Sí                |              |
| 1993 | Heart-Shaped Box                | Nirvana      | Grunge                  | Sí                |              |
| 1982 | You've Got Another Thing Comin' | Judas Priest | Heavy Metal             | Sí                |              |
| 1990 | Warrant                         | Cherry Pie   | Glam Metal              | Sí                | Power pop[1] |

- "Surrender" - Cheap Trick
- "Message in a Bottle" - The Police
- "Killer Queen" - Queen
- "Rock This Town" - Stray Cats
- "Misirlou" - Dick Dale
- "Jessica" - The Allman Brothers Band

## Modo de juego
El juego presenta 3 niveles de dificultad: easy, medium y hard. Además las canciones duran solo aproximadamente 30 segundos, a excepción de Jessica que dura 1 minuto. La diferencia es no se ve al personaje, ni gente, sólo las notas.

## Cómo jugar
En Guitar Hero Carabiner el tremo ya no se usa, sólo basta con presionar los botones de colores (pero no por esto las canciones son fáciles).

## Crítica
Si bien esta nueva versión en miniatura del Guitar Hero probablemente no tenga el encanto del original de tamaño completo, ofrece un pasatiempo divertido por un precio agradablemente económico. Puede obtenerse en cualquier cadena de jugueterías por aproximadamente $15.00.
- Datos: Q5889169